# C/2008 C5 (SOHO)
C/2008 C5 (SOHO) – kometa jednopojawieniowa odkryta na zdjęciach SOHO przez Arkadiusza Kubczaka. Została odkryta 2 lutego 2008 roku. Należy do grupy komet Kreutza.